# Kenneth Cranham
Kenneth Cranham, né le 12 décembre 1944 à Dunfermline (Écosse), est un acteur britannique de cinéma, de théâtre et de télévision.

## Filmographie
- 1968 : Oliver ! : Noah Claypole
- 1972 : François et le Chemin du soleil : Paolo
- 1975 : Vampira : Paddy
- 1976 : La Rose et la Flèche : l'apprenti de Jack
- 1977 : Joseph Andrews de Tony Richardson : The Wicked Squire
- 1980 : Le Marchand de Venise : Gratiano
- 1982-1985 : Shine on Harvey Moon (29 épisodes) : Harvey Moon
- 1986 : Poirot joue le jeu : Inspecteur Bland
- 1987 : Inspecteur Morse (saison 2, épisode 1) : Cedric Downes
- 1988 : Chocolat : Boothby
- 1988 : Hellraiser 2 : Les Écorchés : Dr Philip Channard
- 1990 : Casualty (saison 5, épisode 13) : James Lawrence
- 1990 : Bergerac (saison 8, épisode 11) : Gascoigne
- 1991 : Chimera : Hennessey
- 1991 : Prospero's Books : Sebastian
- 1992 : Faute de preuves : Frank
- 1992 : Tale of a Vampire de Shimako Satō : Edgar
- 1992 : Les Aventures du jeune Indiana Jones (saison 2, épisode 4) : Colonel Schmidt
- 1996 : Pluie de roses sur Manhattan : Simon
- 1997 : The Boxer : Matt MacGuire
- 1998 : RPM : Biggerman
- 1999 : Women Talking Dirty de Coky Giedroyc
- 2000 : Gangster No. 1 : Tommy
- 2000 : Born Romantic : Barney
- 2000 : Coup pour coup (Shiner) de John Irvin : Gibson
- 2001 : Inspecteurs associés (saison 6, épisode 2) : Tommy Collingwood
- 2003 : Meurtre au champagne : George Barton
- 2003 : Assassinez Hitler : Brigadier Sir Stewart Menzies
- 2004 : Layer Cake : Jimmy Price
- 2004 : Trauma : inspecteur Jackson
- 2005 : Mangal Pandey: The Rising : Kent
- 2005 : Rome (8 épisodes) : Pompée
- 2006 : Une grande année : Sir Nigel
- 2007 : Hot Fuzz : James Reaper
- 2007 : The Sinking of the Lusitania : Capitaine William Turner
- 2008 : Merlin (saison 1, épisode 7) : Aulfric
- 2008 : Walkyrie : Wilhelm Keitel
- 2010 : Inspecteur Barnaby (saison 13, épisode 3) : Jude Langham
- 2010 : We Want Sex Equality : Monty Taylor
- 2011 : État de guerre : Michael Stilton
- 2013 : Suspension of Disbelief de Mike Figgis : Bullock
- 2013 : Closed Circuit : Cameron Fischer
- 2013 : In the Flesh de Dominic Mitchell : pasteur Oddie
- 2014 : La Légende d'Hercule : Lucius
- 2014 : Maléfique (Maleficent) de Robert Stromberg : le roi Henri, le père de la Princesse Oriane
- 2017 : Film Stars Don't Die in Liverpool de Paul McGuigan : Joe Turner
- 2019 : L'Ombre de Staline (Mr. Jones) d'Agnieszka Holland : David Lloyd George
- 2019 : Official Secrets de Gavin Hood : juge Hyam